# Astreptorhachis
Astreptorhachis ohioensis
Genre
Espèce
Astreptorhachis est un genre fossile de temnospondyles dissorophoïdes du Carbonifère supérieur de la famille des Dissorophidae. Son espèce type est Astreptorhachis ohioensis et, en 2022, le genre est resté monotypique.

## Présentation
Le genre Astreptorhachis n'est connu que par son espèce type, Astreptorhachis ohioensis, qui a été collectée dans le comté de Jefferson, dans l'Ohio, par l'Ohio Geological Survey en 1953 et décrite par le paléontologue américain Peter Paul Vaughn (d) en 1971. 

## Description
L'holotype, USNM 21861, seul spécimen connu conservé à la Smithsonian Institution, se compose de quelques épines neurales. Il a été reconnu comme similaire au dissorophidé Platyhystrix rugosus du Sud-Ouest des États-Unis et présente des épines neurales très allongées. Toutefois Astreptorhachis se différencie de Platyhystrix par la fusion d'épines neurales successives et les tubercules largement développés qui recouvrent les surfaces externes. On suppose que l'allongement de ces épines a permis de rigidifier l'épine dorsale, ce qui était avantageux pour une locomotion terrestre, mais le but de la fusion d'épines successives reste incertain en l'absence d'autre matériel de ce taxon.

## Étymologie
Le nom générique, Astreptorhachis, dérive du grec ancien ἀ-, à, « absence de, privatif », στρεπτός, streptos, « facilement tordable », et ῥάχις, rhakhis, « épine dorsale », soit « à l'épine dorsale difficilement tordable ».
L'épithète spécifique, composée de ohio et du suffixe latin -ensis, « qui vit dans, qui habite », lui a été donnée en référence à l’État de l'Ohio où ont été collectés les spécimens fossiles.

## Publication originale
- (en) Peter Paul Vaughn, « A Platyhystrix-like Amphibian with Fused Vertebrae, from the Upper Pennsylvanian of Ohio », Journal of Paleontology, vol. 45, no 3,‎ 1971, p. 464–469 (ISSN 0022-3360, lire en ligne, consulté le 11 octobre 2022).